# Hamdan ibn Aban ar-Raqaixí
Hamdan ibn Aban ar-Raqaixí (segle ix) fou un poeta àrab d'origen persa de la cort dels barmàquides. Era fill d'Aban ibn Abd-al-Hamid al-Lahiqí i tenia diversos familiars que també eren poetes.